# Corazón (canal de televisión)
Corazón es un canal de televisión por suscripción y un canal FAST internacional de origen mexicano cuya programación consiste en la transmisión de telenovelas que anteriormente fueron emitidas por Azteca Uno y Azteca 7 en México. Es un canal operado y dsitribuido por TV Azteca Internacional TV de Paga y propiedad de TV Azteca.

## Historia

Logotipo utilizado desde 2019 hasta 2021

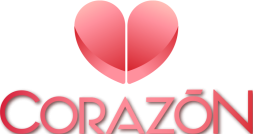
Logotipo utilizado desde 2021 hasta 2023

Inició sus transmisiones el 1 de julio de 2008 como Azteca Novelas. El 14 de septiembre de 2014 Azteca Novelas se convierte en Az Corazón.